# Christian Magnus Falsen Sinding-Larsen
Christian Magnus Falsen Sinding-Larsen (* 17. April 1866 in Christiania, jetzt Oslo; † 12. Februar 1930 in Oslo) war ein norwegischer Arzt. Er ist der Erstbeschreiber der Larsen-Johansson-Krankheit (Morbus Sinding-Larsen-Johansson).

## Leben und Wirken
Er war der Sohn des Journalisten Alfred Sinding-Larsen (1839–1911) und Elisabeth Lange (1842–1887). Seine Brüder waren der Offizier Birger Fredrik Sinding-Larsen (1867–1941), der Architekt Holger Sinding-Larsen (1869–1938) und der Maler Kristofer Sinding-Larsen (1873–1948). Der Journalist Henning Sinding-Larsen (1904–1994) war sein Neffe.
Sinding-Larsen schloss sein Medizinstudium 1891 in Oslo ab und arbeitete danach als Assistenzarzt im Rikshospitalet in Oslo. 1892 wurde er Assistenzarzt und später Oberarzt im Kysthospitalet in Stavern. 1907 wurde er mit einer Arbeit über die tuberkulöse Coxitis promoviert. 1911 wurde er zum Direktor des Rikshospitalet berufen. Diese Position hatte er bis zu seinem Tod 1930 inne.
Von 1917 bis 1922 war er Vizepräsident des Norwegischen Roten Kreuzes (Norges Røde Kors).
Sinding-Larsen beschrieb 1921 die später nach ihm und dem schwedischen Arzt Sven Christian Johansson benannte Larsen-Johansson-Krankheit, eine aseptische Osteochondrose der Kniescheibe (Patella). Sein klinisches und wissenschaftliches Interesse galt insbesondere der Tuberkulose im Kindesalter und deren Therapie.